# Legitima apărare în Australia
În dreptul penal din Australia, legitima apărare este o apărare legală împotriva acuzației de vătămare corporală sau omucidere. Poate fi folosită, de asemenea, într-o măsură limitată, în cazul acuzației de distrugere a proprietății sau ca apărare parțială în cazul comiterii unei crime, dacă aceasta a implicat folosirea forței excesive.

## Legitima apărare în cazul comiterii unei crime
În cazul Viro vs Regina, judecătorul Mason a elaborat șase propuneri privind dreptul la legitimă apărare în spețele privitoare la comiterea unor crime. Astfel, soluția de achitare completă este propusă în cazul în care juriul consideră că un acuzat a crezut în mod rezonabil că a fost amenințat cu moartea sau vătămărea corporală gravă și, în acest caz, forța folosită a fost proporțională cu pericolul perceput.
În cazul Zecevic vs Ministerul Public, victima a închiriat un spațiu de la inculpat. Inculpatul a devenit din ce în ce mai iritat de victimă, care obișnuia să lase deschise porțile de la intrarea în incinta clădirii. După un schimb dur de replici, inculpatul a fost înjunghiat de către chiriaș. Temându-se că locatarul era pe cale să ia o armă din mașină, inculpatul și-a luat pușca, a revenit la fața locului și l-a împușcat mortal pe chiriaș. Majoritatea judecătorilor de la Înalta Curte au motivat următoarele:
În cele din urmă, întrebarea care trebuie pusă este destul de simplă: a avut inculpatul motive întemeiate să creadă că a fost necesar să facă ce a făcut ca să se apere? Dacă a crezut acest lucru și a avut motive întemeiate pentru a o face sau dacă juriul are dubii întemeiate cu privire la această speță, atunci are dreptul de a fi achitat. Formulată în această manieră, speța reprezintă o problemă cu aplicabilitate generală, fără a fi limitată la cazurile de omucidere.
În cazul R vs Burgess; R vs Saunders Curtea de Apel din Noul Wales de Sud a statuat că noțiunea de legitimă apărare este valabilă doar în cazul în care acțiunile acuzatului se îndreaptă împotriva unui agresor care reprezintă o amenințare pentru propria persoană, pentru o altă persoană sau pentru o proprietate.
În cazul R vs Conlon, acuzatul a folosit o pușcă pentru a alunga doi hoți, care, a crezut el, îi furau plantele de canabis. Gândirea i-a fost afectată de alcool și de o tulburare de personalitate schizofrenică, circumstanțe care au fost relevante pentru a determina dacă procurorii au reușit să probeze că acuzatul nu a acționat în legitimă apărare: în special dacă acesta a crezut că era necesar să acționeze astfel și dacă a fost o gândire rațională. Această întrebare pare a fi avantajoasă pentru apărare pentru că se testează dacă gândirea acuzatului este rațională (un test subiectiv) sau nu (test obiectiv).
În Noul Wales de Sud, Art. 418-423 din Codul Penal 1900 guvernează acum jurisprudența cu privire la legitima apărare și legitima apărare excesivă (a se vedea mai jos).
În legea Australiei de Sud, apărarea generală apare în Art. 15(1) din Legea de Consolidare a Legii Penale 1935 (SA) pentru apărarea vieții persoanei, și Art. 15A(1) pentru apărarea proprietății, fiind definită în baza unui test hibrid: dacă pârâtul a considerat cu adevărat amenințarea ca fiind iminentă și a răspuns rezonabil, obiectiv și proporțional cu circumstanțele pe care acuzatul le-a perceput subiectiv.
În iulie 2003, Guvernul Rann (SA) a introdus legi care să permită proprietarilor să folosească „forța pe care o consideră necesară” atunci când se confruntă cu un hoț. Proprietarii care ucid sau rănesc un hoț scapă de urmărirea penală, cu condiția să poată dovedi că au avut motive întemeiate pentru a acționa astfel încât să se protejeze pe ei sau familia lor. Directorul Procuraturii Publice Pavel Rofe și avocata Marie Shaw, care este acum Judecător la Tribunalul Districtual, s-au opus cu vehemență acestei legi.

## Forța excesivă
Justificarea apărării recunoaște că gradul de culpabilitate, asociat în mod normal cu crima, ar putea să nu se aplice. La Înalta Curte, în cazul Viro vs Regina, judecătorul Aickin a declarat:
Există o deosebire reală între gradul de culpabilitate al unui acuzat care a ucis cu intenție, fără nicio circumstanță atenuantă, și al unui acuzat care, ca răspuns la un presupus atac real sau perceput ca atare în mod rezonabil, folosește violența cu scopul de a se apăra, dar folosește o forță excesivă pentru situația dată și, prin urmare își ucide atacatorul.:p 180
Apărarea a fost recunoscută pentru prima dată în dreptul comun în cazul R vs McKay, caz în care un fermier a împușcat și a rănit mortal un hoț de găini, și confirmat în cazul R vs Howe, în care judecătorul Herbert Mayo a statuat la 121-122:
Persoana care atunci când este supusă unei violențe și unui atac de natură criminală încearcă în legitimă apărare să prevină consumarea atacului prin forță, exercitând o forță mai mare decât ar considera necesară un om rezonabil în circumstanțele date, pentru că a crezut că a fost nevoie de forța folosită, se face vinovată de omor prin imprudență și nu de crimă.
Această apărare atenuantă a fost eliminată în cazul Zecevic vs Directorului Procuraturii Publice, care și-a exprimat opinia că provocarea ar trebui să fie alternativa luată în considerare. Apărarea a fost reintrodusă în formă legală, în Australia de Sud în 1991, și revizuită în 1997. Legea de Consolidare a Legii Penale 1935 (SA) Art. 15 precizează acum:
(2) apărarea parțială pentru o acuzație de crimă (reducerea infracțiuniil la omor prin imprudență) poate fi invocată dacă:
(a) inculpatul a crezut cu adevărat că faptele stipulate în acuzații au fost necesare și rezonabile în scop defensiv; dar,
(b) în condițiile percepute ca reale de inculpat, conduita sa nu a fost proporțională în mod rezobabil cu amenințarea pe care acesta a considerat-o ca reală.
(3) în sensul prezentului articol, o persoană acționează în scop defensiv, dacă:
(a) acționează în legitimă apărare sau în apărarea unei alte persoane; sau
(b) pentru a preveni sau a opri privarea de libertate a propriei persoane sau a altei persoane.
Art. 15A extinde apărarea parțială pentru situații în care acuzatul a folosit o forță excesivă atunci când a comis crima, dar a crezut cu adevărat că forța folosită a fost necesară și rezonabilă:
(i) pentru a-și proteja proprietatea în fața unor tentative de însușire ilegală, distrugere, deteriorare sau intervenție; sau
(ii) pentru a preveni o infracțiune care ar presupune încălcarea limitei unui teren sau spațiu, sau pentru a elimina din teren sau sediu o persoană care a comis un delict penal; sau
(iii) pentru a efectua sau asista la arestare legală a unui infractor prezumat sau a unei persoane urmărite de autorități; dacă și numai dacă inculpatul nu a avut intenția de a provoca moartea (subliniere adăugată).
În 2002, Noul Wales de Sud a reintrodus noțiunea de forță excesivă în legitima apărare, în art. 421 din Codul Penal 1900 (NSW). Articolul 421 afirmă:
(1) Prezenta secțiune se aplică dacă: 
(a) persoana care folosește forța cu intenție sau din imprudență producând moartea victimei
(b) adoptă un comportament care nu este un răspuns rezonabil la circumstanțele percepute, dar pe care îl consideră necesar pentru
(c) a-și apăra propria persoană sau o altă persoană în cazul unui atac sau
(d) pentru a preveni sau înceta privarea ilegală de libertate a propriei persoane sau a unei alte persoane.
(2) Persoana nu răspunde penal pentru omor, dar poate fi găsită vinovată de ucidere din culpă într-un proces penal,.
Spre deosebire de legislația din Australia de Sud, Art. 420 din Codul Penal al Noului Wales de Sud prevede în mod explicit că legitima apărare nu poate fi invocată ca apărare pentru crimă dacă omorul este săvârșit pentru a preveni infracțiunea de încălcare a proprietății.
În noiembrie 2005, în conformitate cu recomandările Comisiei de reformare a Justiției din statul Victoria, legislatura victoriană a introdus noi legi cu privire la legitima apărare. Printre altele, acestea definesc o nouă infracțiune, omuciderea defensivă: în cazul în care percepția sa privind necesitatea utilizării forței în legitimă apărare a fost nerezonabilă, acuzatul poate fi condamnat pentru o infracțiune mai puțin gravă decât crima. Cu toate acestea, legea omucidereii defensive a fost desființată în noiembrie 2014.